# Mykwa

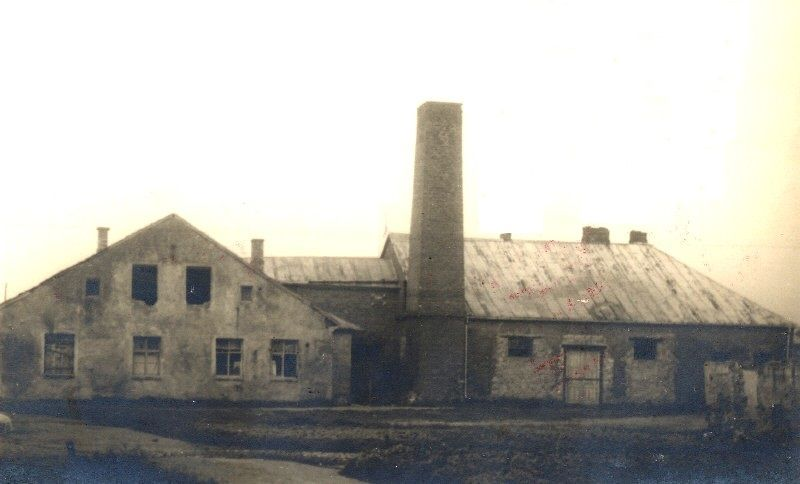
Nieistniejąca już mykwa w Mławie

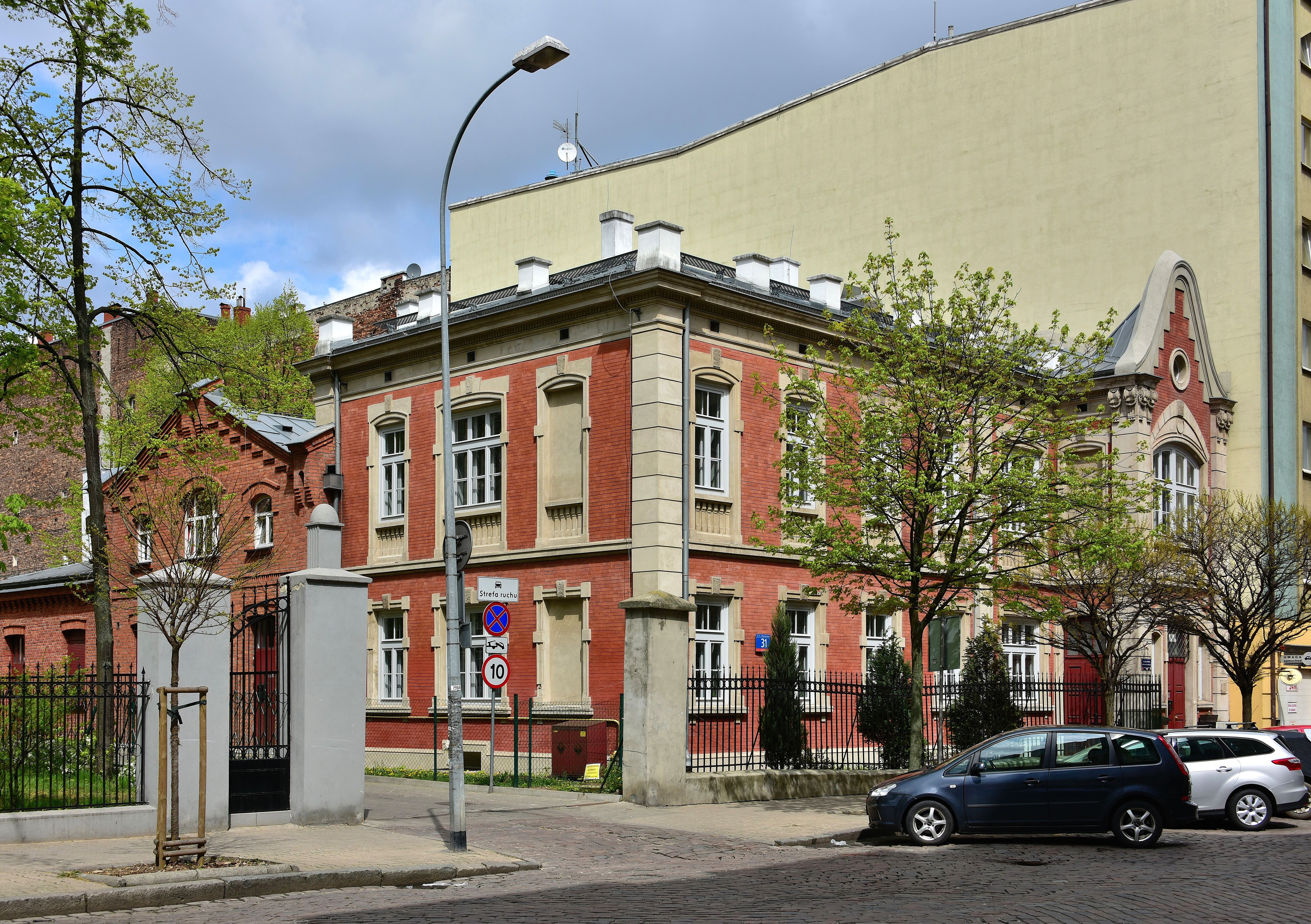
Dawna mykwa w Warszawie

Mykwa lub mykwe (hebr. ‏מקווה‎) – w judaizmie zbiornik z bieżącą wodą (niekiedy basen) dla osób i naczyń, które zaciągnęły jakiegoś rodzaju nieczystość rytualną. 
Obmycia w mykwie dokonuje się przez całkowite zanurzenie. Puryfikowane są także nowo nabyte naczynia. Kąpiel w mykwie odbywają również neofici, jest to element obrzędu przyjęcia do synagogi.
Od średniowiecza łączona była z łaźnią – również określaną tą samą nazwą: mykwa.

## Opis
W Misznie przepisy dotyczące mykwy znajdują się w szóstym porządku o tytule Tohorot (Czystości) w rozdziale Mikwaot (Zbiorniki wodne) i mówią o obmyciach mężczyzn. Właściwy zbiornik powinien zawierać przynajmniej 40 sea wody (ok. 270 litrów) tak, żeby możliwe było zanurzenie całego ciała. Woda nie może być „czerpana” tzn. być uzupełniana wiadrami, ma pochodzić bezpośrednio z rzeki lub innego naturalnego źródła, np. wody deszczowej bezpośrednio doprowadzonej do zbiornika. Osoby przechodzące na judaizm odbywały w mykwie rytualną kąpiel (Twila) w obecności trzech świadków (Bejt din). W czasie takiej kąpieli woda powinna pochodzić z naturalnego źródła (np. deszczu), a odbywająca ją osoba powinna zanurzyć w wodzie całe ciało.
Chasydzi codziennie przed modłami odbywają podobną kąpiel, wszyscy mężczyźni są natomiast zobowiązani do tego przed świętem Jom Kipur.
We współczesnym judaizmie ortodoksyjnym Żydówki powinny odbywać kąpiele po każdej menstruacji, a także przed swoim weselem i po porodzie.

## Halacha
Halacha utrzymuje, że zbór, który nie ma własnej mykwy, nie ma nawet statusu wspólnoty. W Izraelu, gdzie władze religijne są szczególnie skrupulatne, mykwa jest pierwszym obiektem religijnym zbudowanym w nowej społeczności. Ma to pierwszorzędne znaczenie. Sprawy synagogalne mogą odbywać się np. w mieszkaniu. Synagoga powstaje później, kiedy wspólnota jest lepiej zorganizowana i ustanowiona.